# Craugastor lauraster
Craugastor lauraster is een kikker uit de familie Craugastoridae. De soort werd voor het eerst wetenschappelijk beschreven door Jay Mathers Savage, James Randall McCranie en Mario R. Espinal in 1996. Oorspronkelijk werd de wetenschappelijke naam Eleutherodactylus lauraster gebruikt.
De soort komt voor in delen van Midden-Amerika en leeft in de landen Honduras en Nicaragua. Craugastor lauraster wordt bedreigd door het verlies van habitat.